# Вороненко, Андрей Анатольевич
Андре́й Анато́льевич Вороне́нко (род. 1972) — математик, доктор физико-математических наук, профессор кафедры математической кибернетики факультета ВМК МГУ.

## Биография
Окончил факультет вычислительной математики и кибернетики МГУ им. М. В. Ломоносова в 1994 году.
Обучался в аспирантуре факультета ВМК 1994—1997 годах.
Работает на кафедре математической кибернетики факультета ВМК МГУ с 1997 года в должностях младшего научного сотрудника (1997—2000), старшего научного сотрудника (2000—2002), доцента (2002—2009), профессора (с 2009).
Лауреат премии МГУ им. И. И. Шувалова (2008) за докторскую диссертацию «Методы представления дискретных функций в задачах подсчета, тестирования и распознавания свойств»

## Научная деятельность
Тема кандидатской диссертации: «О мощности классов дискретных функций, удовлетворяющих конечноточечным условиям» (1997).
Тема докторской диссертации: «Методы представления дискретных функций в задачах подсчёта, тестирования и распознавания свойств» (2008).
А. А. Вороненко построил континуальное семейство замкнутых классов частичной логики, содержащих класс функций, доопределимых до линейных; получил ряд оценок асимптотики логарифма количества функций, сохраняющих близость и порядок; предложил подход к тестированию бесповторных функций. Им разработан новый метод распознавания принадлежности конечнозначных функций инвариантным классам («метод разложения»). При помощи этого метода получены верхние оценки {\displaystyle O(N\cdot {\sqrt {\log N}}\cdot \log \log N)} для сложности распознавания монотонности, частичной монотонности и поляризуемости булевых функций ({\displaystyle N} — длина вектор-столбца).

## Педагогическая деятельность
На факультете ВМК МГУ читает курс лекций по основам кибернетики, по дискретной математике для бакалавров, ведёт семинарские занятия по курсам дискретной математики, дополнительных глав дискретной математики.
В МФТИ читает обязательные курсы «Дискретные функции» и «Контроль управляющих систем» для магистрантов и ведёт занятия по теории кодирования у бакалавров.

## Избранные работы

### Книги
- Задачи по курсу «Основы кибернетики» / Вороненко А. А., Алексеев В. Б., Ложкин С. А., Романов Д. С., Сапоженко А. А., Селезнёва С. Н. М.: Макс Пресс, 2002. 66 с.
  - 2-е изд. М.: МАКС Пресс, 2011. ISBN 978-5-89407-466-5, 978-5-317-03857-1, 72 с.
- Математика 9-10 / Т. В. Амочкина, А. А. Вороненко, Т. Ю. Горякова, Е. Н. Хайлов; ВМК МГУ им. М. В. Ломоносова. — М. : Фак. ВМиК МГУ, 2004. — 263 с. : ил.; 22. — (Подготовка к вступительным экзаменам в МГУ).; ISBN 5-89407-171-2 : 500 шт.
  - 2-е изд., испр. и доп. — Москва : Макс Пресс, 2020. — 307 с. : ил. — (Подготовка к вступительным экзаменам в МГУ / ВМК МГУ им. М. В. Ломоносова); ISBN 978-5-317-06384-9 : 500 экз.
- Метод разложения для распознавания принадлежности инвариантным классам : учеб. пособие по курсу «Сложность алгоритмов» / А. А. Вороненко ; ВМК МГУ им. М. В. Ломоносова. — Москва : Издат. отд. фак. ВМК МГУ, 2005. — 18 с.; 21 см; ISBN 5-89407-237-9
- Бесповторные булевы функции : учеб. пособие по спецкурсу / А. А. Вороненко ; ВМК МГУ им. М. В. Ломоносова. — Москва: МАКС Пресс, 2006 . — 60, [1] с. : табл.; 21 см; ISBN 5-89407-250-6
- Оценки количества дискретных функций : учеб. пособие по спецкурсу / А. А. Вороненко ; МГУ им. М. В. Ломоносова. — Москва : ВМК МГУ, 2006. — 44, [1] с. : табл.; 21 см; ISBN 5-89407-264-6
- Решение избранных задач по курсу дискретной математики : учебно-методическое пособие / А. А. Вороненко ; ВМК МГУ им. М. В. Ломоносова. — Москва : МАКС Пресс, 2009. — 53 с. : ил., табл.; 21 см; ISBN 978-5-89407-365-1
- Тестирование и распознавание свойств дискретных функций : учебная монография / А. А. Вороненко ; ВМК МГУ им. М. В. Ломоносова. — Москва : МАКС Пресс, 2010. — 77, [1] с. : табл.; 21 см; ISBN 978-5-89407-412-2
- Дискретная математика. Задачи и упражнения с решениями. — ИНФРА-М Москва, 2013. — 104 с. (совм. с В. С. Фёдоровой) ISBN 978-5-16-006601-1
  - 2-е изд., испр. — Москва : Инфра-М, 2020. — 105 с. : ил., табл.; 21 см. — (Среднее профессиональное образование).; ISBN 978-5-16-015671-2
- Основы кибернетики : учеб. пос. для студентов … по направлениям УГС 01.03.00 «Математика и механика» / А. А. Вороненко. — Москва : ИНФРА-М, 2018. — 188 с. : ил., табл.; 22 см. — (Высшее образование. Бакалавриат).; ISBN 978-5-16-014004-9 (print) : 500 экз.
- Некоторые типовые задачи исследования операций : учебно-методическое пособие / А. А. Вороненко, А. Г. Шмелёва. — Москва : МАКС Пресс, 2018. — 65 с. : ил., табл.; 21 см; ISBN 978-5-317-05909-5 : 100 экз.

### Статьи
- О некоторых замкнутых классах в частичной двузначной логике // Дискретная математика, 1994, т. 6, N 3, 58-79 (совм. с В. Б. Алексеевым)
- On some closed classes in partial two-valued logic // Discrete mathematics and applications, 1994, v. 5, N 4, 401—419 (совм. с В. Б. Алексеевым)
- Об условиях полной асимптотики мощности классов функций k-значной логики, сохраняющих конечноместный предикат // Вестник МГУ. Сер. 15 Вычислительная математика и кибернетика, 1997, N 3, c. 44-47.
- О росте количества липшицевых дискретных функций при растущей размерности области определения // Вестник МГУ. Серия 1 Математика и механика, 2000, N 2. C. 3-7.
- О количестве метрических дискретных функций n переменных // Математические вопросы кибернетики. М.: Физматлит, 1998. Выпуск 7, с. 203—212.
- О сложности распознавания монотонности // Математические вопросы кибернетики. М.: Физматлит, 1999. Выпуск 8, с. 301—303.
- On the conditions of complete asymptotics of the power of function classes of k-valued logic that preserve the finitary predicate // Moscow univ. bull. Computational Mathematics and Cybernetics, Number 3, 1997. P. 59-63.
- О методе разложения для распознавания принадлежности инвариантным классам. // Дискретная математика 2002 N 4, c. 110—116.
- О проверяющих тестах для бесповторных функций. // Математические вопросы кибернетики 2002. Выпуск 11. С. 163—176.
- Новое доказательство теоремы Стеценко // Вестник Московского университета. Серия 15. Вычислительная математика и кибернетика. — 2014. — № 2. — С. 39-42.
- Об универсальных частичных функциях для класса линейных функций // Дискрет. матем., 24:3 (2012), 62-65
- Certificates of non-membership for classes of read-once functions // Fundamenta Informaticae. — 2014. — Vol. 132, no. 1. — P. 63-77. (совм. с Д. В. Чистиковым и В. С. Фёдоровой)